# HiSky
HiSky is een Roemeens-Moldavische lagekostenluchtvaartmaatschappij en voert vluchten uit vanaf de luchthaven van Chișinău en heeft daar ook haar hoofdkantoor.
HiSky Europe is de Roemeense tak en voert vluchten uit vanaf luchthavens in Roemenië. Het hoofdkantoor is gevestigd in Boekarest.
De private maatschappijen zijn nauw aan elkaar verbonden en kunnen als één maatschappij worden gezien onder de naam HiSky Airlines. Het verschil zit in de IATA-code, ICAO-code en roepletters. De maatschappij voert vluchten uit binnen Europa, Israël en de Verenigde Staten.

## Geschiedenis
De eerste plannen voor het oprichten van HiSky waren er al in november 2019, maar de maatschappij ontving geen AOC, waardoor er geen vluchten uitgevoerd mochten worden. Dit kwam doordat er onregelmatigheden werden gevonden in de certificering van het bedrijf, waaronder het niet in bezit hebben van een vliegtuig. Tegelijkertijd was al wel de verkoop van tickets gestart. De maatschappij maakte bekend in juli 2020 te willen starten met vliegen met twee geleasede toestellen van de Air Lease Corporation. Helaas konden de vluchten niet uitgevoerd worden vanwege de coronapandemie en werden alle vluchten op 18 september 2020 weggehaald van de planning. Toch behaalde de maatschappij in december 2020 haar certificaten in Roemenië en in februari 2021 ook in Moldavië. De eerste vlucht volgde op 5 maart van datzelfde jaar.
In juni 2024 werd bekend dat de maatschappij vluchten uit zou gaan voeren naar New York, hiermee werd het de eerste Trans-Atlantische lijnvlucht vanuit Roemenië in meer dan 20 jaar.

## Vloot

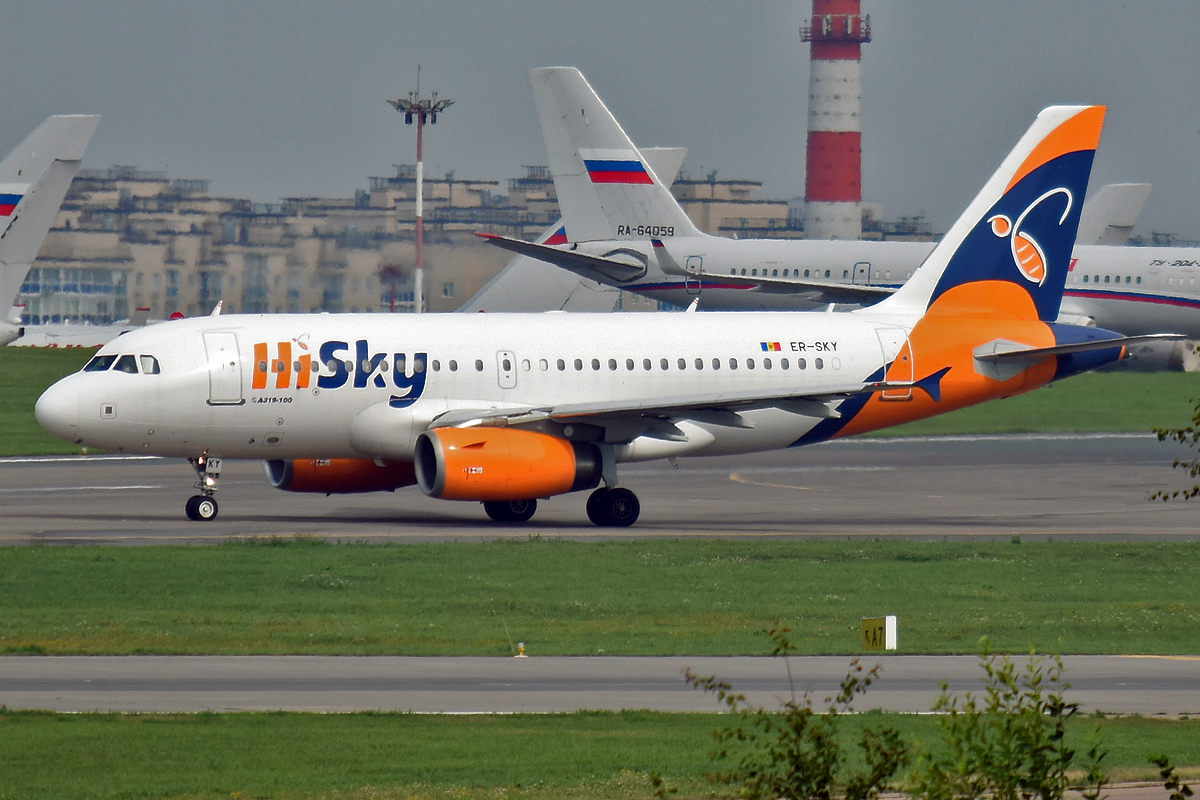
Airbus A319-100 van HiSky

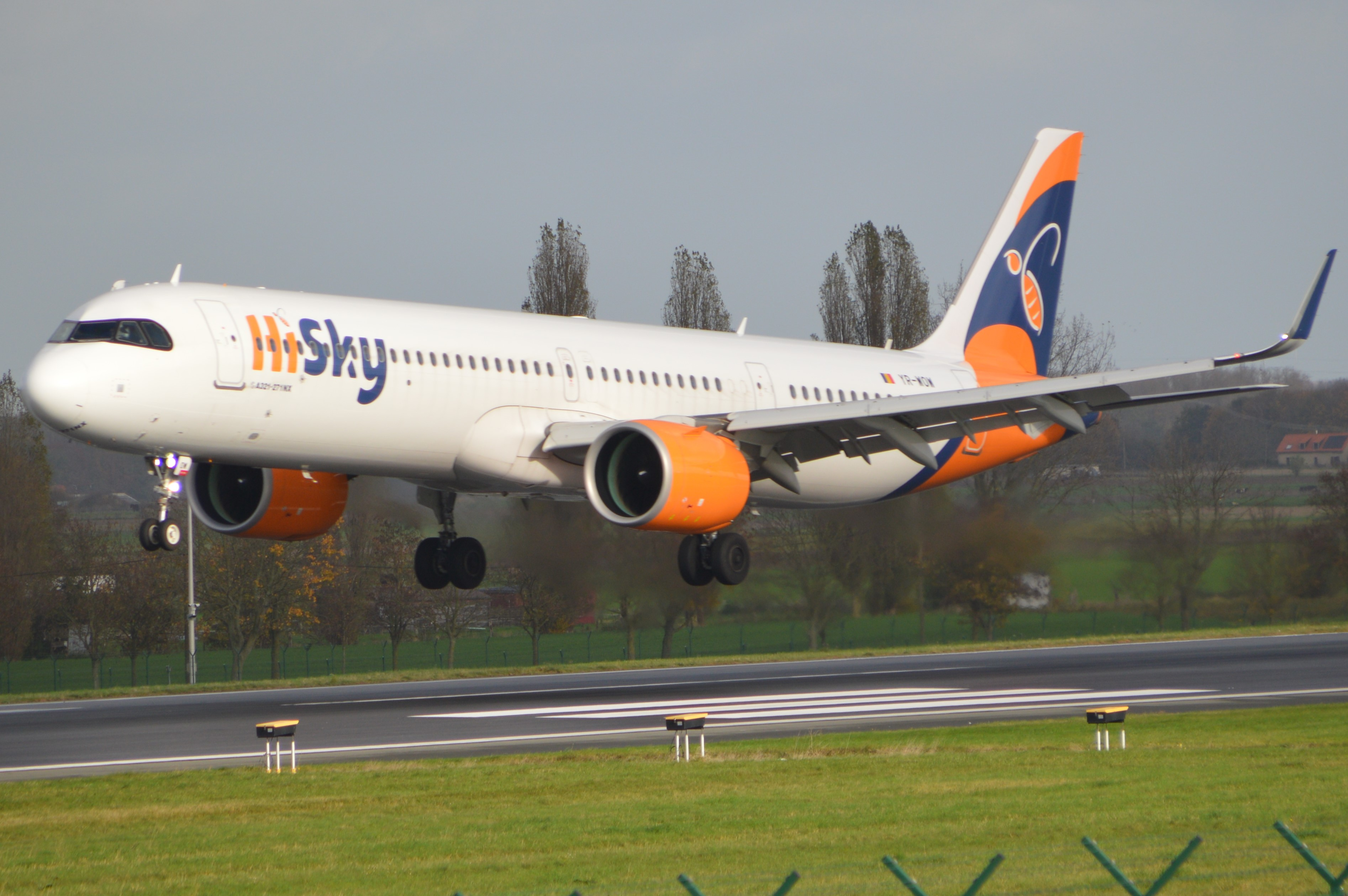
Airbus a321neo van HiSky in Brussel.

De vloot van HiSky Airlines bestaat uit de volgende toestellen (juni 2024):
| Type            | In dienst | Orders | Opmerkingen |
| HiSky           | HiSky     | HiSky  | HiSky       |
| --------------- | --------- | ------ | ----------- |
| Airbus A319-100 | 1         | —      | ER-SKY      |
| HiSky Europe    |           |        |             |
| Airbus A320-200 | 4         | —      |             |
| Airbus A321neo  | 2         | —      |             |
| Airbus A330-200 | 1         | —      | YR-KID      |
| Totaal          | 8         | —      |             |

## Bestemmingen
HiSky Airlines voert zowel charter- als lijnvluchten uit naar (juni 2024):
| Land                | Stad            | Luchthaven                                     | Opmerkingen              |
| ------------------- | --------------- | ---------------------------------------------- | ------------------------ |
| België              | Brussel         | Brussels Airport                               |                          |
| Duitsland           | Düsseldorf      | Flughafen Düsseldorf                           |                          |
| Duitsland           | Frankfurt       | Flughafen Frankfurt am Main                    |                          |
| Duitsland           | Hamburg         | Flughafen Hamburg                              |                          |
| Egypte              | Hurghada        | Luchthaven Hurghada                            | Seizoensgebonden charter |
| Egypte              | Sharm-el-Sheikh | Luchthaven Sharm-el-Sheikh                     | Seizoensgebonden charter |
| Frankrijk           | Beauvais        | Aéroport de Paris-Beauvais-Tillé               |                          |
| Frankrijk           | Bordeaux        | Aéroport de Bordeaux-Mérignac                  |                          |
| Ierland             | Dublin          | Dublin Airport                                 |                          |
| Israël              | Tel Aviv        | Luchthaven Ben-Gurion                          |                          |
| Italië              | Bologna         | Aeroporto Guglielmo Marconi di Bologna         |                          |
| Italië              | Milaan          | Aeroporto di Bergamo-Orio al Serio             |                          |
| Italië              | Rome            | Aeroporto di Roma Fiumicino                    |                          |
| Italië              | Venetië         | Aeroporto di Venezia Marco Polo                |                          |
| Marokko             | Agadir          | Al Massira Airport                             | Seizoensgebonden charter |
| Moldavië            | Chișinău        | Luchthaven Chișinău                            | hub                      |
| Roemenië            | Baia Mare       | Luchthaven Baia Mare                           |                          |
| Roemenië            | Boekarest       | Henri Coandă International Airport             | hub                      |
| Roemenië            | Brașov          | Luchthaven Brasov                              | Seizoensgebonden charter |
| Roemenië            | Cluj-Napoca     | Internationale luchthaven van Cluj-Napoca      | basis                    |
| Roemenië            | Constanța       | Mihail Kogălniceanu International Airport      | Seizoensgebonden charter |
| Roemenië            | Iași            | Luchthaven Iași                                |                          |
| Roemenië            | Oradea          | Luchthaven Oradea                              | Seizoensgebonden charter |
| Roemenië            | Satu Mare       | Luchthaven Satu Mare                           | Seizoensgebonden charter |
| Roemenië            | Timișoara       | Traian Vuia International Airport              | basis                    |
| Spanje              | Barcelona       | Luchthaven Josep Tarradellas Barcelona-El Prat |                          |
| Spanje              | Málaga          | Aeropuerto de Málaga-Costa del Sol             | Seizoensgebonden         |
| Spanje              | Palma           | Aeropuerto de Palma de Mallorca                | Seizoensgebonden charter |
| Tunesië             | Monastir        | Luchthaven Monastir                            | Seizoensgebonden charter |
| Turkije             | Antalya         | Luchthaven Antalya                             | Charter                  |
| Turkije             | Istanbul        | Istanbul Airport                               |                          |
| Verenigd Koninkrijk | Londen          | London Stansted Airport                        |                          |
| Verenigde Staten    | New York        | John F. Kennedy International Airport          |                          |